# Alois Alzheimer
Aloysius "Alois" Alzheimer (pronunciació alemanya en AFI:/'a:lois ˈalts.hai.mə/) (Marktbreit, Baviera (Alemanya), 14 de juny de 1864 - Breslau, 19 de desembre de 1915) fou un psiquiatre i neuròleg alemany que va identificar per primera vegada els símptomes del que després es coneixeria com a malaltia d'Alzheimer. Els va observar en Auguste Deter, una pacient que va visitar i tractar el 1901, i va fer públics en una conferència pública celebrada l'any 1906 els descobriments que va fer en examinar post mortem el seu cervell.

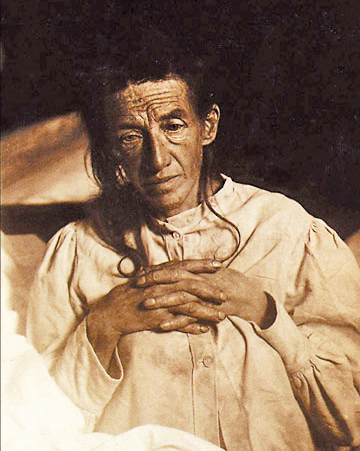
Auguste Deter, el pacient d'Alzheimer

Alzheimer va assistir a les universitats de Tubinga, Berlín i Würzburg, on es va llicenciar en Medicina el 1887. A l'any següent va estar cinc mesos assistint a malaltes mentals, abans d'ocupar-se d'una consulta en un asil mental de Frankfurt. Allí va conèixer al neuròleg Franz Nissl (1860-1919). Gran part del treball d'Alzheimer en patologia cerebral es basa en el mètode de Nissl, que consistia en una tintura de plata de les seccions histològiques.
Va ser cofundador i copublicador de la revista Zeitschrift für die gesamte Neurologie und Psychiatrie. No va escriure mai una obra en solitari. El desembre de 1915, Alzheimer va emmalaltir durant un viatge amb tren a Breslau. Probablement li va afectar una infecció d'estreptococ que li va provocar febre i insuficiència renal. Va morir als 51 anys d'un atac al cor.